# İbrahim Çolak
İbrahim Çolak (Konak, Turquía; 7 de enero de 1995) es un gimnasta artístico turco, campeón del mundo en 2019 en la pruebas de anillas.

## Carrera deportiva
En el Campeonato Mundial de Gimnasia Artística de 2019 ganó la medalla de oro en las anillas con una puntuación de 14.933, superando al italiano Marco Lodadio (plata con una puntuación de 14.900) y al francés Samir Aït Saïd (bronce con 14.800 puntos).